# Floricienta (telenovela colombiana)
Floricienta è una telenovela colombiana prodotta tra il 2006 e il 2007 dal 18 agosto 2006 e il 20 marzo 2007 su RCN Televisión. Ha come protagonisti Mónica Uribe e Gonzalo Revoredo.